# Chikkasandi, Channagiri
Chikkasandi là một làng thuộc tehsil Channagiri, huyện Davanagere, bang Karnataka, Ấn Độ.